# Zmarli w roku 1991
Lista osób zmarłych w 1991:

## styczeń 1991
- 1 stycznia – Ada Rusowicz, polska piosenkarka, wokalistka zespołu Niebiesko-Czarni[1]
- 4 stycznia – Stefan Żółkiewski, krytyk i teoretyk literatury[2]
- 11 stycznia – Carl David Anderson, amerykański fizyk eksperymentalny, laureat Nagrody Nobla[3]
- 17 stycznia – Olaf V, król Norwegii[4]
- 21 stycznia – Witold Kałuski, polski aktor[5]
- 30 stycznia – John Bardeen, fizyk amerykański, współtwórca tranzystorów[6]
- 31 stycznia – Mieczysław Voit, polski aktor[7]

## luty 1991
- 13 lutego – Arno Breker, niemiecki artysta, rzeźbiarz i architekt, członek NSDAP[8]
- 20 lutego – Margot Fonteyn (właśc. Fontes), brytyjska tancerka[9]

## marzec 1991
- 2 marca – Serge Gainsbourg, właśc. Lucien Ginsbluy, francuski kompozytor, aktor i pisarz[10]
- 12 marca:
  - Ragnar Granit, fiński naukowiec, noblista[11]
  - William Heinesen, farerski pisarz, kompozytor, malarz i poeta[12]
- 15 marca – Stanisław Lorentz, historyk sztuki[13]
- 20 marca – Jan Alfred Szczepański, polski literat, publicysta, taternik i alpinista[14]
- 24 marca – John Kerr, australijski prawnik, polityk, gubernator generalny Australii[15]
- 25 marca – Marcel Lefebvre, francuski arcybiskup, schizmatyk[16]
- 26 marca – Lechosław Marszałek, polski reżyser filmów animowanych[17]

## kwiecień 1991
- 1 kwietnia:
  - Mieczysław Czernik, łódzki matematyk, astronom, filatelista, historyk poczty, popularyzator historii[18]
  - Martha Graham, amerykańska tancerka, choreograf i pedagog[19]
- 3 kwietnia:
  - Graham Greene, angielski powieściopisarz[20]
  - Charles Goren, amerykański brydżysta[21]
- 4 kwietnia – Max Frisch, pisarz szwajcarski[22]
- 8 kwietnia – Dead (właściwie Per Yngve Ohlin), szwedzki wokalista metalowy, członek zespołu Mayhem[23]
- 16 kwietnia – David Lean, brytyjski reżyser filmowy[24]
- 17 kwietnia – Leonard Świderski, polski działacz ruchu księży patriotów, autor autobiograficznej trylogii krytycznej wobec kleru[25]
- 19 kwietnia – Dilarə Əliyeva, azerska filożka[26]
- 27 kwietnia – Elżbieta Szemplińska-Sobolewska, polska poetka i pisarka[27]

## maj 1991
- 2 maja – Tadeusz Ruebenbauer, polski genetyk, hodowca roślin[28]
- 3 maja – Jerzy Kosiński, amerykański pisarz pochodzenia polskiego[29]
- 4 maja – Dennis Crosby, amerykański piosenkarz i okazjonalny aktor[30]
- 8 maja – Rudolf Serkin, pianista amerykański pochodzenia austriackiego[31]
- 13 maja – Juliusz Stroynowski, polski historyk, socjolog, publicysta, od 1969 roku na emigracji[32]
- 15 maja – Władysław Prażmowski, polski lekarz, kawaler Virtuti Militari (ur. 1900)
- 18 maja – Rudolf Nierlich, austriacki narciarz alpejski, mistrz świata[33]
- 22 maja – Derrick Henry Lehmer, amerykański matematyk[34]
- 23 maja: 
  - Wilhelm Kempff, pianista niemiecki[35]
  - Jean Van Houtte, belgijski prawnik, nauczyciel akademicki i polityk, premier Belgii (ur. 1907)[36]

## czerwiec 1991
- 3 czerwca – Katia i Maurice Krafft, francuscy wulkanolodzy, zginęli podczas erupcji wulkanu Unzen[37]
- 6 czerwca – Stan Getz, jazzman amerykański[38]
- 8 czerwca – Wilhelm Szewczyk, polski prozaik, publicysta, krytyk literacki, poeta, tłumacz[39]
- 13 czerwca – Karl Bielig, niemiecki polityk[40]
- 14 czerwca – Peggy Ashcroft, aktorka brytyjska[41]
- 16 czerwca – Vicki Brown, brytyjska wokalista[42]
- 18 czerwca – Przemysław Smolarek, polski muzealnik i historyk[43]
- 29 czerwca – Henri Lefebvre, filozof francuski[44]

## lipiec 1991
- 1 lipca – Michael Landon, amerykański aktor[45]
- 10 lipca – Włodzimierz Słobodnik, polski poeta, tłumacz literatury francuskiej, rosyjskiej i radzieckiej, satyryk, autor książek dla młodzieży[46]
- 11 lipca – Maria Hadera, polska pielęgniarka, sanitariuszka[47]
- 18 lipca – Michał Falzmann, polski urzędnik państwowy, inspektor NIK, który wykrył aferę FOZZ[48]
- 23 lipca – Michaił Jasnow, radziecki polityk, premier Rosyjskiej FSRR[49]
- 24 lipca – Isaac Bashevis Singer, amerykański pisarz urodzony w Polsce pochodzenia żydowskiego, laureat Nagrody Nobla[50]
- 25 lipca – Łazar Kaganowicz, radziecki polityk, działacz komunistyczny pochodzenia żydowskiego[51]

## sierpień 1991
- 5 sierpnia – Sōichirō Honda (jap. 本田宗一郎), japoński inżynier i przemysłowiec, założyciel Honda Motor Company[52]
- 7 sierpnia – Kalina Jędrusik, polska aktorka i piosenkarka[53]
- 8 sierpnia:
  - James Irwin, amerykański astronauta[54]
  - Iwan Kożedub (ros. Иван Никитович Кожедуб), radziecki pilot, as myśliwski[55]
- 9 sierpnia:
  - Zbigniew Strzałkowski, polski franciszkanin, męczennik, błogosławiony[56]
  - Michał Tomaszek, polski franciszkanin, męczennik, błogosławiony[56]
- 10 sierpnia – Tadeusz Nowak, polski poeta i prozaik[57]
- 19 sierpnia – Izydor Zaczykiewicz, polski pisarz[58]
- 22 sierpnia – Colleen Dewhurst, amerykańska aktorka[59]
- 23 sierpnia – George Dixon, amerykański sportowiec, medalista olimpijski[60]
- 25 sierpnia – Aleksander Dordi Negroni, włoski duchowny katolicki, misjonarz w Peru, męczennik, błogosławiony[56]
- 27 sierpnia – German, serbski biskup prawosławny, patriarcha Serbii[61]

## wrzesień 1991
- 3 września – Frank Capra – amerykański reżyser filmowy[62]
- 10 września – Jan Józef Lipski, polski krytyk literacki i działacz polityczny[63]
- 13 września – Halina Buyno-Łoza, polska aktorka filmowa i teatralna[64]
- 14 września:
  - Feliks Burdecki, polski pisarz science fiction, popularyzator nauki, redaktor i publicysta[65]
  - Mieczysław Czechowicz, polski aktor[66]
- 24 września – Theodor Seuss Geisel, znany jako Dr. Seuss – amerykański autor książek dla dzieci[67]
- 26 września – Jerzy Afanasjew, polski pisarz, poeta i reżyser[68]
- 27 września:
  - Stefan Kisielewski („Kisiel”), kompozytor, powieściopisarz, publicysta[69]
  - Eryk Lipiński, polski karykaturzysta, satyryk, dziennikarz, grafik[70]
- 28 września – Miles Davis, amerykański muzyk jazzowy[71]

## październik 1991
- 2 października – Bo Westerberg, szwedzki żeglarz, olimpijczyk[72]
- 7 października – Walerian Pańko, poseł na Sejm X kadencji, prezes NIK[73]
- 10 października – Andrzej Zaucha, polski aktor i piosenkarz[74]
- 17 października – Ernesto Cofiño, gwatemalski lekarz pediatra, Sługa Boży Kościoła katolickiego[75]
- 19 października – Jan Zieja, polski duchowny, działacz społeczny, tłumacz, publicysta i pisarz religijny[76]
- 24 października – Gene Roddenberry, twórca serialu Star Trek, pomysłodawca Andromedy oraz  Ziemi-Ostatnie starcie[77]
- 27 października – Andrzej Panufnik, polski kompozytor i dyrygent[78]
- 29 października – Johan Støa, norweski lekkoatleta, biegacz narciarski, kolarz i skoczek narciarski[79]

## listopad 1991
- 3 listopada – Roman Wilhelmi, polski aktor filmowy i teatralny[80]
- 9 listopada – Yves Montand, francuski aktor filmowy i piosenkarz[81]
- 10 listopada – Mirosław Romanowski, kanadyjski matematyk i metrolog polskiego pochodzenia[82]
- 13 listopada – Henryk Borowski, polski aktor[83]
- 15 listopada – Marta Mirska, polska piosenkarka[84]
- 18 listopada – Gustáv Husák, prezydent Czechosłowacji[85]
- 23 listopada – Klaus Kinski, niemiecki aktor[86]
- 24 listopada:
  - Freddie Mercury, muzyk, wokalista zespołu Queen, zmarł na AIDS[87]
  - Eric Carr, muzyk, perkusista zespołu KISS[88]

## grudzień 1991
- 11 grudnia – Adam Ochocki, polski dziennikarz prasowy, pisarz, satyryk i autor scenariuszy do filmów animowanych[89]
- 14 grudnia – Maria Jurkowska, dziennikarka, propagatorka bluesa i jazzu w Polskim Radiu[90]